# Conception (ban nhạc)
Conception là một ban nhạc power/progressive metal từ Raufoss, Na Uy.

## Lịch sử

### Thành lập và mở hãng thu âm
Ban nhạc được thành lập ở Na Uy vào năm 1989 bởi guitarist Tore Østby, ca sĩ Dag Østby, tay trống Werner Skogli và bassist Freddy Samsonstuen. Năm 1990, sau khi gửi một băng thu âm thử, Arve Heimdal đã thay thế Werner Skogli và Ingar Amlien thay thế Freddy Samsonstuen. Một năm sau, Dag Østby rời khỏi Conception, và ban nhạc buộc phải tìm kiếm một ca sĩ mới. Sau nhiều buổi thử giọng, ban nhạc kết nạp thêm Roy Khan, một ca sĩ opera (người phải đội một bộ tóc giả vì anh không cảm thấy thoải mái với việc để tóc dài). Để thu âm album đầu tiên của mình, The Last Sunset, họ đã thành lập hãng thu âm của riêng mình, CSF Records.  Tuy nhiên, sau nhiều buổi nói chuyện và thương lượng, Conception đã ký với Noise Records vào năm 1993 và thu âm album thứ hai Parallel Minds. Năm 1995, họ ra mắt album thứ ba, In Your Multitude và album thứ tư và cuối cùng của họ, Flow, được phát hành vào năm 1997.
Sự nghiệp ngắn ngủi của họ (ban nhạc tan rã vào khoảng năm 1997-98) được đặc trưng bởi một loại âm nhạc độc đáo trong thể loại power/progressive metal (được thay đổi chút ít với album phòng thu phát hành cuối cùng của họ, Flow), đáng chú ý với sự tích hợp tuỳ thời điểm các yếu tố của flamenco của Østby (mà ông sẽ tiếp tục trong các sáng tác sau này của ông với Ark) và giọng ca độc đáo của Khan.

### Tan rã và tái hợp
Conception tan rã vào năm 1998, sau khi Roy Khan gia nhập Kamelot và ra mắt một số album với ban nhạc này. Østby chơi guitar trong một số ban nhạc, đặc trưng nhất là với (Ark). Arve Heimdal được thấy chơi trống lần cuối vào năm 1999 và Ingar Amlien thành lập ban nhạc death metal Crest of Darkness, ban nhạc mà ông đã ra mắt 6 album với album gần nhất được phát hành vào năm 2013.
Conception đã tái hợp một lần vào năm 2005, chơi trong lễ hội prog metal quan trọng của Mỹ là ProgPower USA 2005 vào thứ 6 ngày 16 tháng 9 và lễ hội Scream Magazine's 15 Years & 100 Issues Festival của Na Uy vào thứ 7 ngày 1 tháng 10, mang guitarist Tore Østby (Ark), ca sĩ Roy Khan (gần đây đã rời khỏi vị trí ca sĩ chính của Kamelot) và phần còn lại của ban nhạc về chung sân khấu.

### Trở lại với âm nhạc
Vào tháng 4 năm 2018, các tin đồn rộ lên về việc ban nhạc đang lên kế hoạch trở lại, sau khi có các tin báo cáo về những buổi diễn tập ở Gjøvik, tiếp theo là những hình ảnh về người hâm mộ về ban nhạc đứng cùng nhau. Chỉ vài ngày trước đó, ca sĩ chính Roy Khan đã đăng một bài hát mới lên kênh YouTube cá nhân của anh ấy, bản thu âm đầu tiên được biết đến của anh kể từ năm 2010. Tuy nhiên, bản nhạc này không có liên quan gì đến Conception.
Vài tuần sau, ban nhạc chính thức xác nhận sự tái hợp của họ thông qua trang Facebook chính thức của ban nhạc, và công bố bản ghi âm một EP hoàn toàn mới mang tên My Dark Symphony được phát hành vào ngày 23 tháng 11 năm 2018. Cuộc hội ngộ này bao gồm đội hình bốn thành viên kinh điển, với Heimdal và Khan đều rời khỏi thời kì nghỉ ngơi rời khỏi giới âm nhạc.
Vào ngày 20 tháng 2 năm 2020, ban nhạc công bố album phòng thu thứ năm, State of Deception, được phát hành vào ngày 3 tháng 4 năm 2020. Đĩa đơn đầu tiên của album, "Waywardly Broken" được phát hành vào ngày 6 tháng 3 năm 2020, cùng với một video lời bài hát đi kèm.
Conception dự định sẽ tổ chức một buổi biểu diễn độc quyền ở Bắc Mỹ tại ProgPower USA XXI vào tháng 9 năm 2021. Ban đầu ban nhạc đã thông báo vào ngày 1 tháng 7 năm 2019 rằng họ sẽ bắt đầu chuyến lưu diễn hàng đầu châu Âu đầu tiên sau 23 năm vào tháng 4 cùng năm mà album mới được phát hành. Do đại dịch COVID-19, ban nhạc đã hoãn chuyến lưu diễn sang năm 2022.

## Đội hình ban nhạc
- Tore Østby - guitar (1989–1998, 2005, 2018–nay), keyboard (1989–1992, 1995–1996, 2018–nay), hát chính (1990–1991)
- Ingar Amlien - bass (1990-1998, 2005, 2018–nay)
- Arve Heimdal - trống (1990-1998, 2005, 2018–nay)
- Roy Khan - hát chính (1991-1998, 2005, 2018–nay)

### Cựu thành viên
- Freddy Samsonstuen - bass (1989-1990)
- Werner Skogli - trống (1989-1990)
- Dag Østby - ca sĩ (1989-1990)
- Hans Christian Gjestvang - keyboard (1992-1994)
- Halvor Holter - keyboard (1994)
- Lars Christian Narum - keyboard (1996)
- Trond Nagell-Dahl - keyboard (1994-1995, 1996-1998, 2005)

### Cựu thành viên diễn trực tiếp
- Lars Christian Narum – keyboard (1996)

## Danh sách đĩa hát
| Năm phát hành        | Tên album          | Hãng thu âm   | Loại phát hành |
| 1991, 1994 (tái bản) | The Last Sunset    | CSF Records   | CD             |
| 1993                 | Parallel Minds     | Noise Records | CD             |
| 1995                 | Guilt / Sundance   | Noise Records | EP (12" Vinyl) |
| 1995                 | In Your Multitude  | Noise Records | CD             |
| 1997                 | Flow               | Noise Records | CD             |
| 2018                 | Re:Conception      | —             | Đĩa đơn        |
| 2018                 | My Dark Symphony   | —             | EP             |
| 2020                 | State of Deception |               |                |